# Абрикосов Олексій Іванович (академік)
Олексі́й Іва́нович Абрико́сов (нар. 6 (18) квітня 1875, Москва — 9 квітня 1955, Москва) — російський радянський патологоанатом, громадський діяч, академік АН СРСР (1939), дійсний член Академії медичних наук СРСР (1944), член-кореспондент Польської АН, Герой Соціалістичної Праці (1945).

## Біографічні відомості
Онук і повний тезка шоколадного короля Росії Олексія Івановича Абрикосова (рос. «Товарищество А. И. Абрикосова и Сыновей» — концерн «Бабаєвський»).
У 1899 році закінчив Московський університет. У 1920–1953 роках — професор Першого Московського медичного інституту (до 1930 року це був медичний факультет Московського університету). У 1944–1951 роках — директор Інституту нормальної і патологічної морфології АМН СРСР. Організатор і від 1938 року почесний голова Московського товариства патологів. Робив перше бальзамування Леніна та медичний висновок про його смерть.
Був членом КПРС (від 1939 року).
Дружина — Фаня Давидівна Вульф — асистент кафедри патологічної анатомії Першого Московського медичного інституту, прозектор  кремлівської лікарні. 1951 року, у зв'язку зі справою «лікарів-шкідників» Абрикосов з дружиною були відсторонені від роботи в кремлівській лікарні. Син Олексій Олексійович Абрикосов — фізик, лауреат Нобелівської премії.

## Наукова діяльність
Опублікував понад 100 праць, більшість присвячені вивченню туберкульозу легень, вегетативної нервової системи, захворювань кісток, пухлин м'язової тканини, алергічних реакцій тканин, проблеми сепсису тощо.
Автор підручників, які неодноразово видавалися в УРСР.
Під керівництвом Абрикосова виконано близько 500 наукових досліджень.

## Премії, нагороди
- Сталінська премія (1942).
- Два Ордени Леніна.
- Орден Трудового Червоного Прапора.
- Герой Соціалістичної Праці (1945).

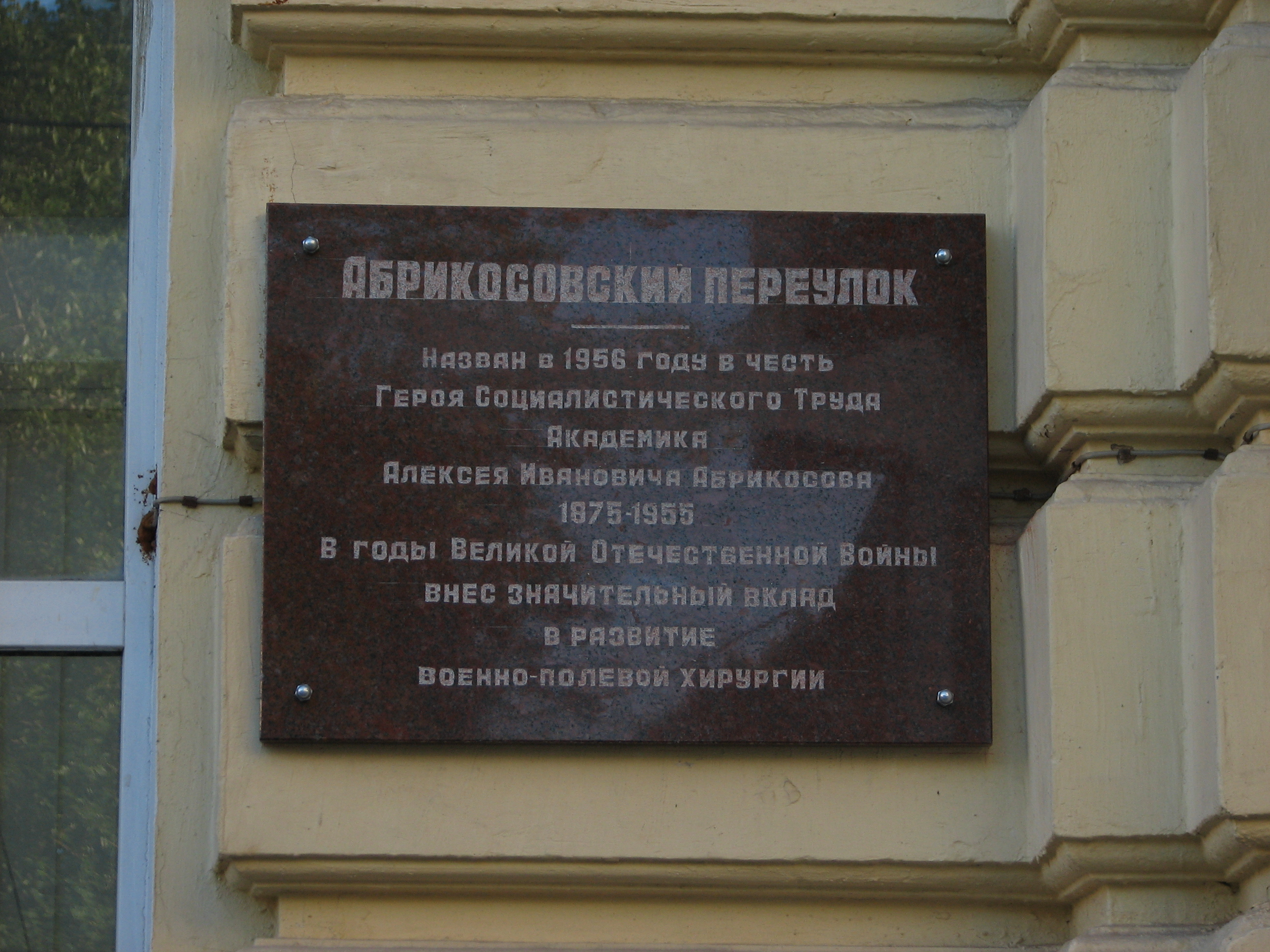
Меморіальна дошка на честь академіка А. І. Абрикосова на будівлі патолого-анатомічного корпусу Першого Медичного інституту на Абрикосівському провулку в Москві.

## Пам'ять
- Академія медичних наук СРСР установила премію імені Абрикосова за найкращу роботу з патологічної анатомії.
- Пам'ятник перед будівлею Першого Медичного інституту роботи О. Г. Постола.
- Абрикосовський провулок в Москві.

## Основні видання праць
- (рос.) Абрикосов А. И. О первых анатомических изменениях в лёгких при начале лёгочного туберкулёза. — Москва, 1904.
- (рос.) Абрикосов А. И. Частная патологическая анатомия. — 2-ое издание. — Выпуски 1—2. — Москва — Ленинград, 1947.
- (рос.) Абрикосов А. И. Основы общей патологической анатомии. — 9-ое издание. — Москва, 1949.
- (рос.) Абрикосов А. И. Основы частной патологической анатомии. — 4-ое издание. — Москва, 1950.
- (рос.) Абрикосов О. І., Струков А. І. Патологічна анатомія, ч. 1—2. К., 1955—56.